# Stephanie White
Stephanie Joanne White, poprzednio Stephanie White-McCarty (ur. 20 czerwca 1977 w Danville) – amerykańska koszykarka, występująca na pozycjach rozgrywającej lub rzucającej, po zakończeniu kariery zawodniczej trenerka koszykarska oraz analityczka spotkań koszykarskich kobiet w NCAA. Od 2023 trenerka Connecticut Sun w WNBA.
W 1995 została wybrana MVP meczu gwiazd amerykańskich szkół średnich – WBCA All-Star Game. Nagrodzono ją także kilkoma tytułami najlepszej koszykarki szkół średnich w Stanach Zjednoczonych (USA Today Player of the Year, Gatorade Player of the Year, Miss Basketball).
W 1998 została żoną Brenta McCarty. W 2002 wzięła rozwód. Ma trójkę dzieci.

## Osiągnięcia
Stan na 4 marca 2024, na podstawie, o ile nie zaznaczono inaczej.

### Zawodnicze
NCAA
- Mistrzyni:
  - NCAA (1999)
  - turnieju konferencji Big Ten (1998, 1999)
  - sezonu regularnego Big 10 (1997, 1999)
- Uczestniczka rozgrywek:
  - Elite 8 turnieju NCAA (1998, 1999)
  - turnieju NCAA (1996–1999)
- Laureatka nagród: 
  - Wade Trophy (1999)
  - Honda Sports Award (1999)
  - GTE Academic All-American of the Year (1999)
  - Big Ten Athlete of the Year (1999)
  - Chicago Tribune Silver Basketball (Women's winner) (1999)
  - Most Outstanding Player (MOP=MVP) turnieju konferencji Big Ten  (1999)
  - Academic All-America of the Year - Women's Basketball (1999)
- Zaliczona do:
  - I składu:
    - All-American (1999)
    - Academic All-America (1999)

  - III składu Academic All-America (1998)
  - galerii sław sportu:
    - uczelni Purdue – Purdue Athletics Hall of Fame (21.04.2006)
    - CoSIDA Academic All-America Hall of Fame (2017)

Reprezentacja
- Wicemistrzyni Pucharu Williama Jonesa (1997)

### Trenerskie
Trenerka główna
- Wicemistrzyni WNBA (2015)
- Trenerka roku WNBA (2023)

Asystentka
- Mistrzyni WNBA (2012)